# آنتونوفکا (شهرستان ملئوزوفسکی، باشقیرستان)
آنتونوفکا (انگلیسی: Antonovka, Meleuzovsky District, Republic of Bashkortostan) یک شهرک در شهرستان ملئوزوفسکی استان باشقیرستان کشور روسیه است.